# Xã Taylor, Quận Dubuque, Iowa
Xã Taylor (tiếng Anh: Taylor Township) là một xã thuộc quận Dubuque, tiểu bang Iowa, Hoa Kỳ. Năm 2010, dân số của xã này là 3.872 người.